# Boulbon
Boulbon település Franciaországban, Bouches-du-Rhône megyében. Lakosainak száma 1531 fő (2022. január 1.). Boulbon Barbentane, Saint-Pierre-de-Mézoargues, Tarascon és Aramon községekkel határos.

## Népesség
A település népességének változása:
| Lakosok száma | 935  | 1042 | 1329 | 1532 | 1497 | 1483 | 1506 | 1509 | 1516 | 1531 |
|               | 1968 | 1982 | 1990 | 2006 | 2013 | 2015 | 2017 | 2019 | 2020 | 2022 |